# Lac Kempt
Lac Kempt är en sjö i Kanada.   Den ligger i regionen Lanaudière och provinsen Québec, i den sydöstra delen av landet, 250 km norr om huvudstaden Ottawa. Lac Kempt ligger 414 meter över havet.
I omgivningarna runt Lac Kempt växer i huvudsak blandskog. Trakten runt Lac Kempt är nära nog obefolkad, med mindre än två invånare per kvadratkilometer.